# Chaim Gingold
Pour les articles homonymes, voir Gingold.
Chaim Gingold (né le 15 janvier 1980 à Haïfa en Israël) est un concepteur de jeux vidéo. Après des études d'informatique à l'université de Virginie-Occidentale, il entre en "design et technologies de l'information" au Georgia Institute of Technology, où il rédige une thèse intitulée Miniature Gardens & Magic Crayons: Games, Spaces, & Worlds .
Il est surtout connu pour son travail sur le jeu Spore de Will Wright, dans lequel il s'est chargé de la conception de tous les éditeurs de créatures, de véhicules et de bâtiments.